# Joe Garagiola, Jr.
Pour les articles homonymes, voir Joe Garagiola.
Joe Garagiola, Jr., né en 1952, est un dirigeant sportif qui a été vice-président senior, normes et opérations de la Ligue majeure de baseball. De 1997 à 2005, il est le premier manager général des Diamondbacks de l'Arizona, une période marquée par les débuts de la franchise dans la Ligue nationale de baseball en 1998 et sa victoire en Série mondiale 2001.

## Vie personnelle
Il est le fils de Joe Garagiola, Sr., joueur de baseball professionnel ayant évolué dans les Ligues majeures de 1946 à 1956, commentateur sportif et animateur à la télévision. Joe Garagiola, Jr. apparaît en 1973 dans le jeu télévisé To Tell The Truth, animé par son père.

## Diamonbacks de l'Arizona
Garagiola fils est le premier directeur-gérant des Diamondbacks de l'Arizona. Entré en fonction en 1997, il aide à préparer, notamment via le repêchage d'expansion de 1997, le premier effectif du club qui dispute sa première saison en 1998. Il construit une équipe qui connaît rapidement le succès, avec une saison de 100 victoires et un titre de la division Ouest dès 1999, puis un triomphe sur les Yankees de New York deux ans plus tard en Série mondiale. L'époque de Garagiola est marquée par 3 titres de section, en 1999, 2001 et 2002. Les Diamonbacks remportent 524 matchs de saison régulière, contre 448 défaites en 972 parties durant ces 6 années, et jouent 3 fois en séries éliminatoires. Garagiola orchestre à l'été 2000 la transaction qui amène le lanceur étoile Curt Schilling en Arizona, en provenance des Phillies de Philadelphie, et celle qui amène de Détroit en 1998 Luis Gonzalez, un des joueurs les plus populaires de la franchise et héros de la Série mondiale de 2001. Garagiola met aussi sous contrat l'agent libre Randy Johnson avant la saison 1999, mais l'échange en 2005, peu avant son départ du club, aux Yankees, dans une transaction qui rapportera peu aux Diamondbacks. Garagiola quitte en 2005 ses fonctions en Arizona et Bob Gebhard lui succède.

## Ligue majeure de baseball
En 2005, Garagiola devient vice-président senior des opérations de la MLB avant que de nouvelles responsabilités s'ajoutent en mars 2011 à sa liste de fonctions, précisément celle d'imposer des sanctions et des suspensions aux joueurs et entraîneurs en cas d'infractions graves sur le terrain. 